# Erich von Manstein
Fritz Erich Georg Eduard von Manstein, właściwie Fritz Erich von Lewinski (ur. 24 listopada 1887 w Berlinie, zm. 10 czerwca 1973 w Irschenhausen) – niemiecki wojskowy pochodzenia polskiego, feldmarszałek Wehrmachtu, zbrodniarz wojenny.

## Młodość
Zarówno ze strony ojca, jak i matki, Erich von Manstein pochodził ze starych rodzin wojskowych. Przyszedł na świat jako dziesiąte dziecko gen. Edwarda von Lewinskiego pochodzącego z polsko-kaszubskiego rodu Royk-Lewińskich herbu Lew (pierwotną siedzibą rodu było Lewino) i piąte dziecko drugiej jego żony, Heleny von Sperling. Po chrzcie przebywał w domu ówczesnego mjr. Georga von Mansteina, który nie miał dzieci z siostrą jego matki. W wieku 14 lat został zaadoptowany przez to małżeństwo. W wyniku uchwały Rady Ministrów II Rzeszy Niemieckiej otrzymał nowy herb i z biegiem lat używał nazwiska „von Lewinski, zwany von Manstein”, coraz częściej w skróconej formie „von Manstein”.
Na skutek pogłosek o żydowskim pochodzeniu, rozsiewanych przez jego przeciwników w armii, SS na rozkaz Himmlera przebadało genealogię marszałka. Udało się jedynie ustalić polskie korzenie von Mansteina.
Pierwsze lata spędzał w garnizonach, w których służył przybrany ojciec, w Turyngii i Meklemburgii, a następnie w Strasburgu, w Alzacji-Lotaryngii. Tam też uczęszczał w latach 1894–1899 do liceum. W Wielkanoc 1900 roku wstąpił jako kadet do szkoły pruskiego korpusu kadetów, na początku w Plön (Holsztyn), a następne cztery lata nauki spędził w „Głównym Zakładzie dla Kadetów” w Berlinie-Lichterfelde. W marcu 1906 po zdaniu matury z oceną „dobry” 18-letni Erich von Manstein wstąpił jako podchorąży do 3. spieszonego pułku gwardii, w którym służył do wybuchu I wojny światowej. 27 stycznia 1907, w dniu urodzin cesarza, Erich von Manstein został mianowany podporucznikiem ze starszeństwem od 14 czerwca 1905. W 1911 został adiutantem batalionu strzelców w swoim pułku. Od jesieni 1913 przebywał w akademii wojennej.

## I wojna światowa
Wybuch I wojny światowej zastał go w stopniu porucznika na stanowisku adiutanta 2. Pułku Rezerwowego Gwardii. Razem z pułkiem uczestniczył w zdobyciu twierdzy Namur, w bitwie nad jeziorami mazurskimi i w kampanii jesiennej w Polsce w 1914, podczas której został ranny podczas szturmu w dniu 17 listopada. Po wyleczeniu ran służył jako kapitan (od 24 lipca 1915) przeważnie w sztabach, na początku jako oficer łącznikowy, a następnie jako oficer korpusu oficerów sztabu generalnego w dowództwach armii. Manstein zakończył wojnę jako szef Wydziału Operacyjnego 213 Dywizji Piechoty, uczestnicząc w jej szeregach w ofensywach w maju i czerwcu 1918 pod Reims i następnie w walkach obronnych pod Sedanem.

## Okres międzywojenny
Po powrocie z frontu Manstein służył na początku w dowództwie korpusu w Magdeburgu, a następnie przeszedł na własną prośbę na początku 1919 do dowództwa Grenzschutzu Wschód. Kolejnym jego stanowiskiem była służba w sztabie nowo utworzonego II Dowództwa Korpusu Reichswehry w Kassel. 1 października 1921 kpt. von Manstein został dowódcą kompanii w 5. (pruskim) pułku piechoty w Angermünde. Po dwóch latach, 1 października 1923 Manstein ponownie został powołany do służby sztabowej, tym razem jako „szef sztabu dowódcy” (pod taką nazwą funkcjonował w czasach Reichswehry korpus oficerów sztabu generalnego), pełniąc służbę w sztabach dowództw okręgów wojskowych: II Okręgu Wojskowego w Szczecinie i IV Okręgu Wojskowego w Dreźnie. Od jesieni 1927 do jesieni 1929 był szefem sztabu „pełnomocnika dowódcy 4 Dywizji Piechoty ds. piechoty” w Dreźnie.
We wrześniu 1929 został powołany do Ministerstwa Reichswehry. Tam kierował grupą I Wydziału Wojsk Lądowych w Zarządzie Oddziałów, zajmującą się m.in. planami mobilizacji. Po roku służby został powołany na dowódcę batalionu strzelców w 4. (pruskim) pułku piechoty w Kołobrzegu. Jako podpułkownik Manstein uczestniczył w 1932 w podróży służbowej do Związku Radzieckiego, gdzie brał udział jako obserwator w manewrach letnich w rejonie Charkowa. 1 grudnia 1933 Manstein otrzymał awans na pułkownika i został powołany na szefa sztabu III Dowództwa Okręgu Wojskowego w Berlinie. W połowie 1936 został szefem I Oddziału (Operacyjnego) Sztabu Generalnego Wojsk Lądowych w Wehrmachcie.
1 października 1936 otrzymał awans na generała majora i został wyznaczony na I Nadkwatermistrza. Tym samym został jednocześnie I Zastępcą szefa Sztabu generalnego Wojsk Lądowych, generała pułkownika Ludwiga Becka. Podczas dużych zmian personalnych przeprowadzonych 4 lutego 1938 Manstein został odwołany i powierzono mu jako generałowi porucznikowi dowództwo 18 DP w Legnicy. Brał udział w okupacji Czechosłowacji jako szef sztabu armii.

## II wojna światowa

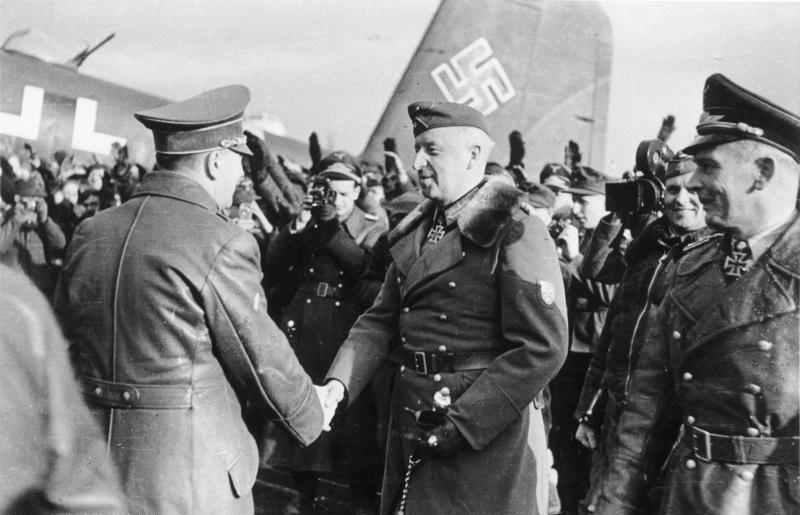
10 marca 1943 roku Hitler przyleciał do kwatery głównej Grupy Armii „Południe” w Zaporożu na Ukrainie. Na zdjęciu feldmarszałek Erich von Manstein wita Hitlera na jednym z lokalnych lotnisk; po prawej widoczni są Hans Baur oraz feldmarszałek Luftwaffe Wolfram von Richthofen

We wrześniu 1939 roku w trakcie agresji Niemiec na Polskę Manstein był szefem sztabu Grupy Armii „Południe”. W październiku 1939 roku po przemianowaniu na Grupę Armii „A” została ona przerzucona na front zachodni. Na przełomie 1939 i 1940 von Manstein opracował plan pokonania Francji. Polegał on na zmasowanym użyciu czołgów i uderzeniu przez Ardeny w kierunku Sedanu. W ten sposób wojska zmechanizowane i pancerne mogły ominąć linię Maginota i uderzyć w najsłabsze miejsce francuskiej obrony. Naczelne Dowództwo Wojsk Lądowych w odpowiedzi odwołało Mansteina ze stanowiska szefa sztabu Grupy Armii „A” i przekazało mu już mianowanemu z dniem 1 czerwca 1940 roku na stopień generała piechoty dowodzenie nowo utworzonym XXXVIII Korpusem Armijnym. Nie brał udziału w pierwszej fazie kampanii na zachodzie zakończonej ewakuacją wojsk sprzymierzonych w Dunkierce. W dalszej części operacji Manstein na czele swojego korpusu przyczynił się do uzyskania decydującego zwycięstwa na Zachodzie, przebijając się w czternaście dni z linii Sommy do Loary. Za ten wyczyn został odznaczony Krzyżem Rycerskim Krzyża Żelaznego.
W rozpoczętej 22 czerwca 1941 roku wojnie z ZSRR, Manstein dowodził LVI Korpusem Pancernym. Pierwszego dnia wojny jego oddziały musiały pokonać 80 km i zdobyć wielki wiadukt drogowy nad doliną Dubissy pod Ejragołą. Zadanie zostało wykonane i po pokonaniu dalszych 240 km jego jednostki 26 czerwca zdobyły nieuszkodzone mosty w Dyneburgu i samo miasto. Później, po przełamaniu radzieckich pozycji nad jeziorem Ilmen nacierał w kierunku Leningradu. 12 września 1941 został mianowany dowódcą 11 Armii, której zadaniem było zdobycie Krymu. 4 lipca 1942 roku padł Sewastopol, a Manstein został nominowany na feldmarszałka. Będąc dowódcą Grupy Armii „Don”, wziął udział w nieudanej próbie przyjścia z pomocą okrążonym wojskom pod Stalingradem. Dowodząc Grupą Armii „Południe”, Manstein ponownie pokazał swój talent dowódczy, wygrywając w marcu 1943 roku trzecią bitwę o Charków. Wziął udział w operacji „Cytadela”, bitwie na łuku kurskim. Od tej chwili aż do jego dymisji dowodzona przez niego Grupa Armii „Południe” brała udział w ciężkich walkach odwrotowych. 30 marca 1944 został zwolniony przez Hitlera z dowodzenia Grupy Armii „Południe” (przemianowana na Grupę Armii „Północna Ukraina”). Do końca wojny nie otrzymał już żadnego przydziału służbowego i przebywał w swoim majątku.

## Lata powojenne

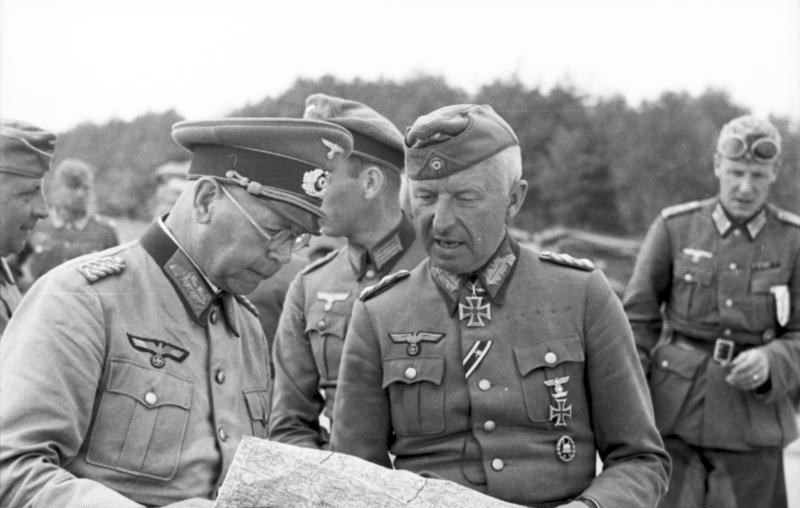
Gen. maj. Erich Brandenberger (po lewej) rozmawia z Erichem von Mansteinem podczas pierwszych dni operacji Barbarossa, czerwiec 1941 roku

W 1945 roku został aresztowany przez Brytyjczyków i 23 sierpnia 1949 w wyniku nacisków Stalina postawiony został w Hamburgu przed sądem jako zbrodniarz wojenny – skazano go na 18 lat więzienia, m.in. za stosowanie taktyki spalonej ziemi przez podległe mu jednostki niemieckie, represje w stosunku do ludności cywilnej i wydanie rozkazu nakazującego Wehrmachtowi szczególnie ostre traktowanie Żydów i radzieckich partyzantów. Na skutek silnego lobbingu brytyjskiego w roku 1950 zmniejszono mu karę do 12 lat więzienia. Odbywał ją w więzieniu w Werl, z którego wyszedł w 1953, oficjalnie po operacji oczu. Jego uwolnienie jednak nastąpiło w wyniku nacisków Konrada Adenauera i Winstona Churchilla, którzy uznali wysokie kompetencje wojskowe i ogromne doświadczenie frontowe Mansteina za bezcenne podczas tworzonej właśnie nowej armii niemieckiej, której odbudowę zakończono w roku 1955 pod nazwą Bundeswehr. W 1955 roku napisał książkę Verlorene Siege.
Zmarł 10 czerwca 1973 roku w wieku 85 lat. Został pochowany z honorami wojskowymi w miejscowości Dorfmark, powiat Fallingbostel, w Niemczech Zachodnich. Von Manstein był jedynym feldmarszałkiem mianowanym przez Hitlera, którego rady uwzględnił rząd Adenauera przy tworzeniu Bundeswehry. W 80. rocznicę urodzin dowództwo Bundeswehry uhonorowało Mansteina wydaniem księgi pamiątkowej zatytułowanej „Nigdy poza służbą”. Jako dowód jego zdolności wojskowych może posłużyć ocena wydana przez ówczesnego przeciwnika, marszałka Rodiona Malinowskiego: „Uważaliśmy znienawidzonego przez nas Ericha von Mansteina za naszego najbardziej niebezpiecznego przeciwnika. Pod względem umiejętności taktycznych, także okazywanych we wszystkich wymuszonych sytuacjach, nie miał równych sobie. Nasza sytuacja wyglądałaby dużo gorzej, gdyby wszyscy generałowie Wehrmachtu byli jego formatu”.

## Awanse
- 6 marca 1906 – Fahnrich (chorąży)
- 27 stycznia 1907 – podporucznik (starszeństwo od 14 czerwca 1905)
- 1 czerwca 1914 – porucznik
- 24 lipca 1915 – kapitan
- 1 lutego 1927 – major
- 1 kwietnia 1931 – podpułkownik
- 1 grudnia 1933 – pułkownik
- 1 października 1936 – generał major
- 1 kwietnia 1938 – generał porucznik
- 1 czerwca 1940 – generał piechoty
- 7 marca 1942 – generał pułkownik
- 1 lipca 1942 – feldmarszałek

## Pełnione funkcje
- 6 marca 1906 – rozpoczęcie służby wojskowej
- 1 lipca 1911 – adiutant batalionu
- 2 sierpnia 1914 – adiutant w 2. Pułku Rezerwowym Gwardii
- 17 czerwca 1915 – oficer sztabowy w GA „Gallwitz” (Polska, Serbia)
- 19 sierpnia 1915 – adiutant w sztabie 12 Armii
- 22 stycznia 1916 – oficer sztabowy w 11 Armii (Verdun)
- lipiec 1916 – oficer sztabowy w 1 Armii (Somma)
- 1917 – szef Wydziału Operacyjnego (Ia) w 4 Dywizji Kawalerii (Kurlandia)
- maj 1918 – szef Wydziału Operacyjnego (Ia) w 213 Dywizji Piechoty (front zachodni)
- 1919 – oficer sztabowy w Grenzschutz Ost, Wrocław
- 1919 – oficer sztabowy w sztabie gen. von Lossberga w Berlinie i Kassel
- 1 października 1920 – dowódca kompanii w 5. pułku piechoty (Angermünde na Pomorzu)
- 1 października 1923 – oficer sztabowy w I, II i IV Okręgu Wojskowym
- 1927 – szef sztabu 4. DP w Dreźnie
- 1 września 1929 – w Ministerstwie Reichswehry
- 1 października 1932 – dowódca batalionu w 4. pułku piechoty (Kołobrzeg)
- 1 lutego 1934 – szef sztabu III Okręgu Wojskowego (Berlin)
- 1 lipca 1935 – szef I Oddziału Sztabu Generalnego Wojsk Lądowych w Wehrmachcie.
- 1 października 1936 – I nadkwatermistrz (I zastępca szefa Sztabu Generalnego Wojsk Lądowych)
- 4 lutego 1938 – dowódca 18. DP w Legnicy
- 18 sierpnia 1939 – szef sztabu GA „Południe” (wojna z Polską)
- 26 października 1939 – szef sztabu GA „A”
- 1 lutego 1940 – dowódca XXXVIII KA
- 1941 – dowódca LVI KPanc.
- 15 września 1941 – dowódca 11. Armii
- 22 listopada 1942 – dowódca Grupy Armii „Don” (później Grupa Armii Południe)
- 31 marca 1944 – zdymisjonowany, do końca wojny bez przydziału

## Odznaczenia
Odznaczenia gen. Mansteina to między innymi:
- Krzyż Żelazny I i II kl.
- 19 lipca 1940 – Krzyż Rycerski Krzyża Żelaznego
- 14 marca 1943 – Liście Dębu do Krzyża Rycerskiego (nr 209)
- 30 marca 1944 – Miecze do Krzyża Rycerskiego (nr 59)
- Krzyż Honorowy dla Walczących na Froncie
- Order Królewski Hohenzollernów z mieczami na wojennej wstędze
- Order Fryderyka
- Krzyż Hanzeatycki Hamburski
- Krzyż za Wierną Służbę Schaumburg-Lippe
- Krzyż Zasługi Wojskowej (Austro-Węgry)
- Order Półksiężyca (Imperium Osmańskie)
- Medal za Kampanię Zimową na Wschodzie 1941/1942
- Order Michała Walecznego II i III klasy
- Oficer Orderu Gwiazdy Rumunii